# Antoine Marie Chamans, comte de Lavalette

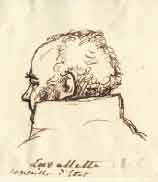
Staatsrat Lavalette, Zeichnung von Frédéric Christophe d'Houdetot (1806)

Antoine Marie Chamans, comte de Lavalette (* 14. Oktober 1769 in Paris; † 15. Februar 1830 in Paris) war ein französischer Offizier und Staatsmann sowie ein Freund Napoleons.

## Frühes Leben
Antoine Marie Chamans, comte de Lavalette war der Sohn eines Pariser Kaufmanns. Von seinem Vater wurde er für eine geistliche Laufbahn bestimmt, doch hatte er für diese Profession keine Neigung. Stattdessen wollte er eine juristische Karriere verfolgen und nach langweiliger Übung bei einem Notar arbeitete er bei einem ihn anregenden Staatsanwalt, um sich auf die Ausbildung zum Advokaten vorzubereiten. Bei diesem Staatsanwalt traf er auch den späteren General Bertrand.
Aufmerksam verfolgte Lavalette den Ausbruch der Französischen Revolution. Ihn begeisterte der Sturm auf die Bastille (14. Juli 1789), aber die Gräueltaten dieser Zeit missfielen ihm, denn er wünschte eine gemäßigte Revolution. Er trat in Lafayettes Nationalgarde und durchlebte in dieser Stellung die gefährlichen Tage des 5. und 6. Oktober 1789 in Versailles, wohin tausende Poissarden gezogen waren, welche die Königsfamilie zum Umzug nach Paris zwangen. Als Bewunderer Marie-Antoinettes erbitterte Lavalette die damalige Untätigkeit der Nationalgarde. Nach Aufhebung der Klöster wurde er vom Präsidenten des Pariser Parlaments, Louis Le Fèvre d’Ormesson de Noyseau, der zum königlichen Bibliothekar ernannt worden war, mit der Erstellung einer Liste der klösterlichen Bücherbestände beauftragt.
Lavalette stand oft Wache im Schloss in Paris, wurde Royalist und gehörte während des Tuileriensturms (10. August 1792) mit seiner Kompanie zu den Verteidigern des Tuilerienpalasts. Nachdem aufständische Bevölkerungsteile in die Königsresidenz eingedrungen waren, zog er sich zurück. Vergebens suchte er Kameraden zur Verhinderung des Septembermassakers an den Gefangenen von La Force zu bewegen. Er unterzeichnete auch an den Nationalkonvent gerichtete Petitionen zugunsten Ludwigs XVI. Sein Royalismus machte ihn verdächtig, so dass er ständig in Gefahr war. Daher verließ er Paris und trat am 7. September 1792 als Freiwilliger in die Alpenarmee ein, die Louis Baraguey d’Hilliers eben organisierte. Er wurde bald Sous-lieutenant im 93e régiment d’infanterie, woraufhin er 1793 zur Rheinarmee berufen wurde. Baraguay d’Hilliers ernannte ihn zu seinem Adjutanten, nachdem er einige Zeit dem Geniewesen beigeordnet gewesen war. Er blieb auch nach seiner Abberufung im Stab der Rheinarmee und erst als Baraguay d’Hilliers 1794 Stabschef der ersten Militärdivision in Paris wurde, ging er als Adjutant zu ihm.

## Laufbahn unter Napoleon

### Teilnahme am Italienfeldzug; Kundschafter Napoleons in Paris
Am 13. Vendémiaire (5. Oktober) 1795 befand sich Lavalette in Paris und erlebte, wie Napoleon erfolgreich einen royalistischen Putsch niederschlug. Er focht beim Aufstand der Vendée gegen königstreue Insurgenten, die sog. Chouans, was ihm nicht behagte, und ging mit Baraguay d’Hilliers 1796 zu Napoleons Heer nach Italien. Er wurde nach der Schlacht bei Arcole (November 1796) Kapitän und Adjutant Napoleons an Stelle des gefallenen Muiron, schloss enge Freundschaft mit Marmont, machte den Feldzug mit, begleitete Joubert bis Trient und wurde bald darauf nach Tirol gesandt, auf welcher sehr gefährlichen Expedition er in Lienz verwundet wurde. In Gegenwart des Heeres sprach Napoleon ihm seine Anerkennung für die Erledigung des Auftrags aus. Überhaupt gewann Lavalette durch Tapferkeit, gediegene Kenntnisse sowie Gewandtheit und Verschwiegenheit in Geschäften Napoleons Vertrauen. Er diente bei den Unterhandlungen, die dem Vorfrieden von Leoben (April 1797) vorausgingen, als Sekretär und ging dann nach Genua, um die gesunkene Republik zu brüskieren, was ihm nicht schwer fiel.
Am 11. Juli 1797 wurde Lavalette von Napoleon beauftragt, nach Paris zu reisen, um die dortige Lage und das Walten der Parteien zu erforschen und ihm genau Bericht zu erstatten. Er sollte mit Barras und Carnot in Verbindung treten und das ganze Direktorium beobachten. Lavalette erkannte sofort, dass eine Aussöhnung von Barras und Carnot unmöglich war, mied Letzteren und suchte Barras an Napoleon zu binden. Barras, Reubell und La Révellière-Lépeaux planten einen Staatsstreich. Lavalette stellte den drei Direktoren militärische Unterstützung und drei Millionen Francs in Aussicht, und Barras ging freudig auf Napoleons Vorschläge ein, besonders durch die Aussicht auf Geld bestochen. Lavalette berichtete Napoleon von der Unbeliebtheit des Direktoriums und dieser ließ durch General Augereau den Staatsstreich des 18. Fructidor V am 4. September 1797 ausführen. Lavalette verweigerte den Direktoren das von Napoleon versprochene Geld und machte sie wütend. Auch Augereau zeigte sich zornig, und Barras überschüttete Lavalette mit ohnmächtigen Vorwürfen, er sei ein Verräter.
Am 21. September 1797 verließ Lavalette Paris und suchte Napoleon im Schloss von Passeriano auf, wo er ihn detailliert über seine Pariser Erlebnisse informierte. Napoleon beauftragte ihn, vom Genueser Senat eine Reparation für eine gegenüber den Franzosen ausgesprochene Beleidigung zu verlangen. Mit Napoleon reiste er anschließend auf den Rastatter Kongress, wo sie Ende November anlangten. Als Napoleon am 2. Dezember 1797 Rastatt verließ, blieb Lavalette dort, um den Anschein zu verstärken, dass jener selbst bald zurückkehre. Seine Stellung neben den französischen Gesandten, die ihn verabscheuten, war unangenehm; er musste Napoleon alle Vorfälle des Kongresses berichten, bis er Rastatt verließ, um zu ihm zu eilen.

### Heirat
Napoleon war mit Lavalette sehr zufrieden und verheiratete ihn am 22. April 1798 mit der in Madame Campans Pension befindlichen, am 8. Januar 1781 geborenen Émilie Louise Beauharnais. Diese war eine Tochter des Marquis François de Beauharnais, des älteren Bruders des ersten Gemahls von Joséphine, die sich in zweiter Ehe mit Napoleon vermählt hatte.
Aus der Ehe von Lavalette und seiner Gattin ging u. a. eine Tochter namens Joséphine (* 1802; † 1886) hervor, die Gattin des Barons François Alexandre de Forget wurde.

### Rolle bei der Ägyptischen Expedition
Wenige Wochen nach seiner Hochzeit reiste Lavalette mit Napoleon zu dessen Expedition nach Ägypten ab. Er landete mit ihm auf Malta und begleitete nach der Kapitulation der Insel den ins Exil geschickten Großmeister des Malteserordens, Ferdinand von Hompesch zu Bolheim, und sein Gefolge bis tief ins Adriatische Meer, um sie vor den Barbaresken zu schützen. Hierauf besichtigte er die Befestigungen und Magazine Korfus, beauftragte den General Chabot, Napoleon Holz, Wein und Trauben zu senden, und begab sich nach Albanien zu dem gefürchteten Ali Pascha in Janina. Er sollte ihm in Napoleons Auftrag die Eroberung Maltas melden, ihm dessen Absichten betreffs Ägypten mitteilen und um seine Mitwirkung bitten, dabei auf des Generals Befehl dem Pascha versichern, wenn dieser gemeinsame Sache mit ihm mache, so werde Napoleon seinen Ruhm und seine Machtstellung bedeutend vergrößern. Aber er traf den Pascha nicht an, da dieser damals an der Donau mit Osman Pazvantoğlu kämpfte.
Am 21. Juli 1798 sprach Lavalette vor der ägyptischen Hafenstadt Abukir den die französische Flotte führenden Admiral François-Paul Brueys d’Aigalliers, fand ihn niedergeschlagen und über seine Lage in Unruhe. Dann fuhr er weiter, bestand in der Nilmündung einen heftigen Sturm und ging in Kairo an Land. Dort berichtete er Napoleon, dass die Flotte noch vor Abukir liege. Er verließ den General fast nie, teilte dessen Gefahren, wohnte den heftigsten Schlachten bei, gehörte zu Napoleons engsten Vertrauten und war gewöhnlich dessen Vorleser. Nachdem er bei Salahieh gefochten hatte, überbrachte er Napoleon die Nachricht vom Untergang der Flotte in der Seeschlacht bei Abukir (1./2. August 1798), von der er zuerst erfahren hatte; Napoleon teilte sie mit großer Ruhe den Offizieren mit.
Lavalette begleitete den General Andréossy auf einer Expedition nach Pelusium, erstattete hierüber am 27. Oktober 1798 Napoleon Bericht und wurde mit dem Konsul Beauchamp nach Alexandria geschickt, wo die Pest wütete. Nach sechs Wochen rief ihn Napoleon am 28. Januar 1799 zu sich nach Kairo, um die syrische Expedition mitzumachen. Lavalette stieß am Tag nach der Einnahme Jaffas, am 8. März, zu ihm und kämpfte am Berg Tabor, machte die lange Belagerung von Akkon (März–Mai 1799) mit und erzählte mit Vorliebe in späteren Jahren vom 14. Sturm Klébers. Mit Napoleon kehrte Lavalette dann nach Ägypten um und kämpfte bei Abukir.

### Administrative Karriere
An Bord der Muiron verließ Lavalette am 23. August 1799 mit Napoleon Ägypten, landete mit ihm am 9. Oktober bei Fréjus und begab sich mit ihm nach Paris. Beim großen, vom Direktorium Napoleon gegebenen Festessen ließ dieser sich von Lavalette etwas Brot und Wein bringen, da er einen Vergiftungsversuch befürchtete. Beim Staatsstreich des 18. Brumaire VIII (9. November 1799), der die Herrschaft des Direktoriums beendete, stand Lavalette seinem General treu zur Seite. Der in der Folge zum Ersten Konsul und somit Alleinherrscher avancierte Napoleon sandte ihn bald nach Dresden mit großen Vollmachten, um gegebenenfalls mit Österreich Friedensunterhandlungen abzuschließen. Der Krieg dauerte aber fort und erst nach der schweren österreichisch-bayerischen Niederlage bei Hohenlinden (3. Dezember 1800) fand sich Kaiser Franz II. zum Waffenstillstand mit dem Ersten Konsul bereit.
Als Vertreter Frankreichs in Dresden arbeitete Lavalette am guten Einvernehmen des sächsischen Kurfürsten mit Frankreich, bis ihn Napoleon 1800 zurückrief. Zu seinem Kummer nahm ihn aber Napoleon nicht mehr zum Adjutanten, sondern schloss seine militärisch-diplomatische Karriere ab und ernannte ihn trotz seines großen Widerwillens gegen die administrative Karriere zum Verwalter der Amortisationskasse. Nach anfänglichem Widerstand gehorchte Lavalette. Einige Monate später wurde er 1801 mit der Leitung des Postwesens als Kommissar betraut, und so unsympathisch ihm dieser Posten auch war, so übte er ihn doch zuverlässig und tatkräftig aus. Er stellte viele Missbräuche ab, was ihn mit Joseph Fouché dauerhaft entzweite, und richtete auf Veranlassung des 1804 zum Kaiser erhobenen Napoleon das Stafettensystem ein, das bald bestens funktionierte.
Napoleon, der Lavalette als alten Freund und als Vetter der Kaiserin Joséphine betrachtete, ernannte ihn am 19. März 1804 zum Generalpostdirektor und bald danach zum Staatsrat und Direktor des Schwarzen Kabinetts, 1808 zum Grafen des Kaiserreichs und am 30. Juni 1811 zum Großoffizier der Ehrenlegion. Nach dem Rückzug aus Russland pflegte Napoleon allabendlich mit Lavalette vertraulich über die Lage der Dinge zu plaudern; Lavalette war nie Höfling und sagte darum dem Kaiser offen seine Meinung von der Erschöpfung Frankreichs. Treu hielt er bei ihm aus bis zu seiner Abdankung im April 1814; dann legte er seine Stellung nieder, da er nicht gewillt war, Ludwig XVIII. zu dienen. So führte ihn die erste Restauration ins Privatleben zurück; Ferrand trat an Lavalettes Stelle. Ehe Napoleon nach Russland gezogen war, hatte er Lavalette 1,6 Millionen Francs zur Aufbewahrung anvertraut, die der Graf sorgfältig behütete, was in den Kriegszeiten besonders schwer war; die Hälfte wurde von Lavalette 1814 Eugène de Beauharnais, der nach Deutschland reiste, übergeben, um sie nach Elba gelangen zu lassen.
Lavalette hielt sich geflissentlich von aller Politik zurück, blieb dem Hof und der Öffentlichkeit möglichst fern, unterhielt jedoch Beziehungen zu Napoleon auf Elba und begrüßte jubelnd dessen Rückkehr nach Frankreich. Als Ludwig XVIII. deshalb Paris verließ, erschien Lavalette einige Stunden später, nämlich am 20. März 1815 um sieben Uhr morgens, mit dem General Sébastiani vor Ferrand und nahm diesem eigenmächtig die Postverwaltung wieder ab. Dieser kühne Streich trug viel zur Wiederherstellung der Herrschaft Napoleons bei. Napoleon, der ihm viel Dank dafür schuldete, bestätigte ihn sofort im Amte, da er die Leitung des Innenministeriums ablehnte. Der Graf brachte wieder Ordnung in das entartete Postwesen, verbot alle Denunziationen und bekundete ritterliche Mäßigung. Mit Napoleon begannen wieder die vertraulichen Zwiegespräche und Lavalette erwartete von ihm das Beste. Napoleon ernannte ihn zum Pair von Frankreich.

## Späteres Leben während der Restauration

### Verurteilung zum Tod nach der zweiten Rückkehr Ludwigs XVIII.
Nach Napoleons Niederlage bei Waterloo (18. Juni 1815) konnte Lavalette dem Kaiser nicht verbergen, dass die Stimmung entschieden gegen ihn war. Vergebens suchte er die Pairs zu kräftigem Handeln zu bewegen, während er Napoleon zur Abdankung riet. Am 22. Juni verlangte er in der Deputiertenkammer, dass die Gesetze bezüglich der Abdankung des Kaisers und der Schaffung einer Regierungskommission den Departements durch Sonderkuriere übermittelt werden sollten. Napoleon bat den Grafen, ihn ins Exil zu begleiten, was dieser ablehnte, da seine Gattin schwanger sei. Nach Napoleons Abreise blieb Lavalette entgegen dem Rat seiner Freunde in Paris. Er glaubte, kein Verbrechen begangen zu haben, das ihn zur Flucht nötigen würde.
Ludwig XVIII. nahm Lavalette aber in der Ordonnanz vom 24. Juli 1815 von der Amnestie aus. Der König hatte stattdessen seine Verhaftung und Zitierung vor ein Kriegsgericht befohlen. Nach der öffentlichen Meinung war Lavalette einer der Haupturheber der Rückkehr Napoleons nach Paris gewesen. Lavalette hingegen wollte sich rechtfertigen und schrieb am 14. Juli dem Ministerpräsidenten Talleyrand, er wünsche vor Gericht gestellt zu werden. Der Siegelbewahrer Pasquier bat ihn nochmals abzureisen; er blieb aber und wurde beim Frühstück am 18. Juli verhaftet, auf die Polizeipräfektur gebracht und verhört. Bald musste er in der Conciergerie einsitzen, obwohl er krank war. Zum Verteidiger wählte er den bekannten Nicolas Tripier, der Delacroix-Frainville zuzog. Sein eben geborener Knabe starb.
Gleichzeitig mit dem Prozess des Marschalls Michel Ney, dessen Flöte Lavalette oft in der Conciergerie hörte, wurde des Grafen Prozess geführt; der Assisenhof der Seine wurde damit betraut, da Lavalette, als nicht mehr zum Heer gehörig, nicht kriegsgerichtlich abgeurteilt werden konnte. Monatelang wurde nach Beweisen geforscht, um ihn zu verdammen; die Royalisten wollten ihn zum Tod verurteilt sehen. Am 19. November 1815 erschien er endlich vor den Assisen, „der Mitschuld an dem im Februar und März gegen des Königs Person begangenen Attentat angeklagt, das bezweckt habe, die Regierung zu ändern und zu zerstören, Bürger und Einwohner zur Bewaffnung gegen die königliche Autorität aufzureizen“. Die Hauptanklagepunkte waren: Lavalette habe am Morgen des 20. März 1815 den Generalpostmeister Ferrand im Namen Napoleons abgesetzt und sich dessen Amt angemaßt, Befehle in dieser Funktion gegeben, sich der Abreise Ferrands zum König nach Lille widersetzt, das Erscheinen der Journale unterbrochen, insbesondere des Moniteur universel, in dem ein Erlass gegen Napoleon abgedruckt war, und er sei mit dem Usurpator in Korrespondenz getreten, ehe dieser in Paris einzog.
Demgegenüber erklärte Lavalette sein Erscheinen im Hauptpostamt am 20. März 1815 mit dem Wunsch Neuigkeiten zu erfahren; er habe dabei unterwegs den General Sébastiani nur zufällig getroffen und mitgenommen; im Postamt sei er kaum dazu gekommen, Ferrand zu begrüßen, da sich dieser sofort abgesetzt habe; und um die Postverwaltung nicht ohne Führungsperson zu lassen, habe er den Angestellten eher Ratschläge als Befehle erteilt. Er bestritt, dass er das Amt offiziell übernommen und die Abfahrt Ferrands nach Lille behindert hatte. Auch stellte er in Abrede, irgendeine offizielle Depesche vor dem 21. März abgeschickt zu haben. Ihm wurde aber ein auf den 20. März datiertes und von ihm unterschriebenes Rundschreiben präsentiert, das in Beauvais in der Nacht vom 20. auf den 21. März und in Auxerre am Nachmittag des 21. März eingetroffen war. Die Gattin Ferrands hatte außerdem ein von Lavalette signiertes Schreiben aufgehoben, in dem die Amtsenthebung Ferrands befohlen wurde.
Trotz der Bemühungen der Verteidiger, Lavalette zu retten, bestätigten die Zeugen zu sehr die Anklagepunkte und waren die Richter zu sehr unter dem Druck der royalistischen Stimmung, als dass das Gericht ein anderes als das Todesurteil wegen Hochverrats am 21. November 1815 hätte fällen können. Lavalette hatte die Debatten ruhig verfolgt, und nachdem er sein Urteil vernommen hatte, sagte er zu seinem Anwalt Tripier, dass ihn ein Kanonenschuss getroffen habe. Dann grüßte er noch die zahlreichen Postangestellten, die als Zeugen gegen ihn aufgerufen worden waren.

### Flucht, Exil in Deutschland, Rückkehr nach Frankreich und Tod
Lavalette appellierte an den Kassationshof, dieser verwarf aber am 14. Dezember 1815 sein Gesuch. Da erwog seine Gattin, einen Versuch zu unternehmen, ihn aus dem Gefängnis entweichen zu lassen. Sie wandte sich dabei um Hilfe an Amable de Baudus, den Lavalette in Deutschland kennengelernt und mit dem er sich befreundet hatte. Baudus, der nun als Beamter des Außenministeriums tätig war, besuchte Lavalette oft in der Conciergerie und sollte für ihn einen Zufluchtsort ausfindig machen, wo er ihn im Fall einer gelungenen Flucht verstecken konnte. Nun war Baudus ein Freund von Bresson, Chef des Rechnungswesens im Außenministerium, und dieser und seine Gattin erklärten sich zur Aufnahme von Lavalette bereit.

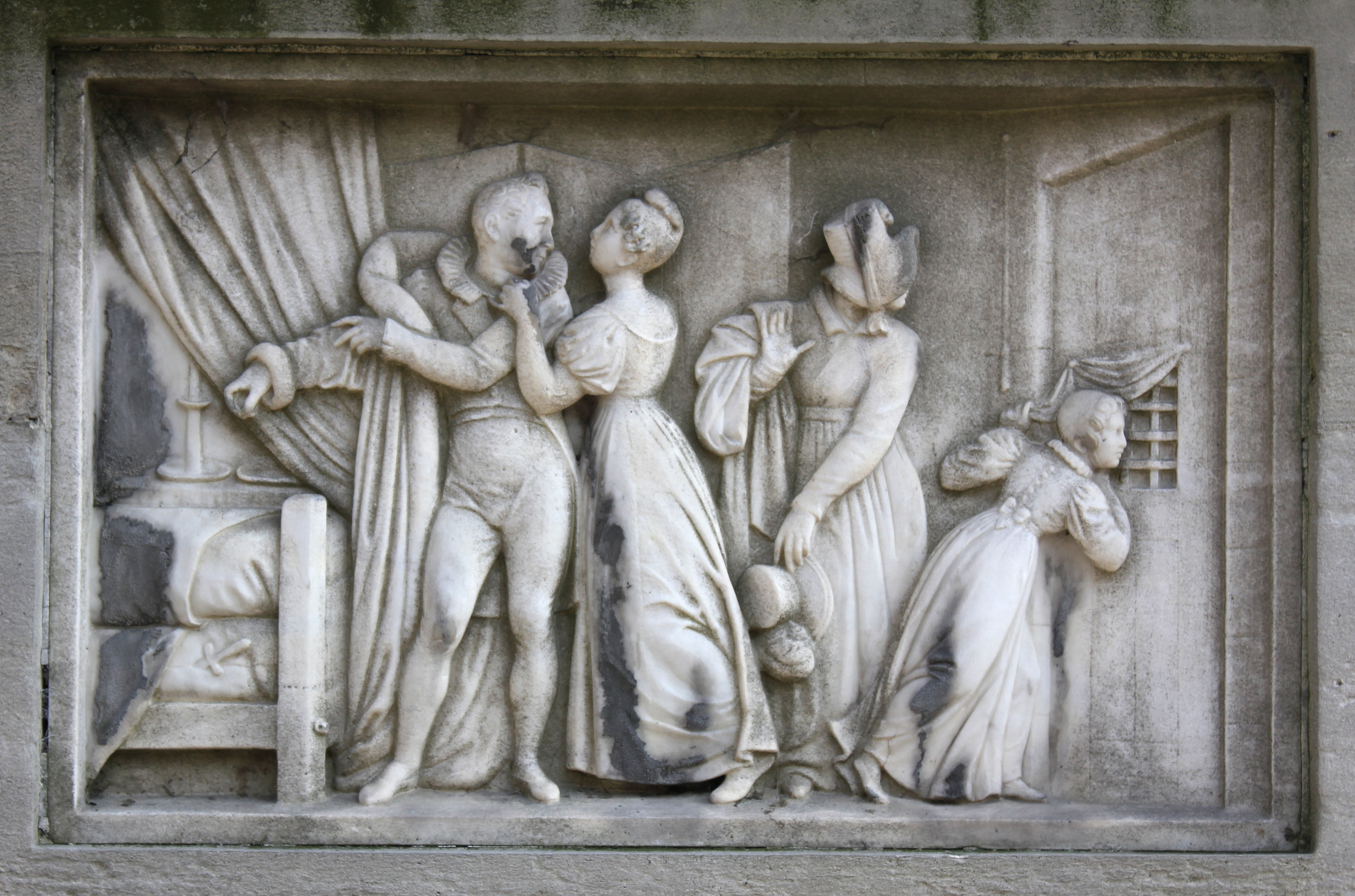
Darstellung der Flucht Lavalettes auf einem Marmorrelief seines Grabmals

Die Gemahlin Lavalettes erhielt unterdessen eine Audienz bei Ludwig XVIII., der zur Nachsicht geneigt schien. Der König hatte aber in Rechnung zu stellen, dass die einflussreiche Partei der Ultraroyalisten, welche die Chambre introuvable dominierten, entschieden gegen eine Begnadigung Lavalettes war. Der Polizeiminister Élie Decazes wünschte in dieser Angelegenheit die Herzogin von Angoulème vermitteln zu lassen, wozu diese vom Herzog Richelieu überredet werden konnte, doch bedang sie sich aus, erst darüber mit ihren Freunden zu beratschlagen. Es wurde vereinbart, dass der mit Lavalette eng befreundete Marschall Marmont die Gattin Lavalettes in den Tuilerienpalast führen, diese sich dem König zu Füßen werfen und auch das Mitleid der Herzogin erregen, der König schließlich nach anfänglichem Sträuben auf die Bitten der Herzogin nachgeben sollte. Die von der Herzogin konsultierten Freunde hatten aber bei ihr einen Meinungsumschwung bewirkt, und es erging der Befehl, keine Frauen in den Tuilerienpalast einzulassen. Marmont setzte sich über diese Vorschrift hinweg, und als der König im Begriff war, zur Messe zu gehen, konnte sich die Gattin Lavalettes vor ihm auf die Knie werfen, erhielt aber von Ludwig XVIII. nur eine ausweichende Antwort.
Diese Episode spielte sich am Tag vor der auf den 21. Dezember 1815 anberaumten Hinrichtung Lavalettes ab. Dessen Gattin begab sich daraufhin am Vorabend des Exekutionstermins in einer Sänfte und in Begleitung ihrer 14-jährigen Tochter und einer alten Dienerin in die Conciergerie. Sie dinierte mit ihrem Ehemann in einem abgesonderten Raum, wechselte dann mit ihm die Kleider und blieb im Kerker zurück. Lavalette hingegen verließ in Frauenkleidung mit seiner Tochter und der Dienerin das Gefängnis, wobei er schluchzte und sein Gesicht unter einem Tuch verbarg. Der Pförtner wagte nicht, den Schleier zu lüften, und so konnte sich Lavalette unbemerkt in der Sänfte seiner Gattin forttragen lassen. An der Rue du Harlay erwartete Baudus die Sänfte und führte Lavalette zu einem Cabriolet, in dem ihn de Chassenon, früherer Auditeur beim Staatsrat, bis zum Boulevard Neuf fuhr. Hier traf er Baudus wieder, vertauschte seine Vermummung mit Jockeykleidern und wurde im Außenministerium versteckt. Bresson und seine Frau nahmen ihn auf, und er blieb 14 Tage bei ihnen.

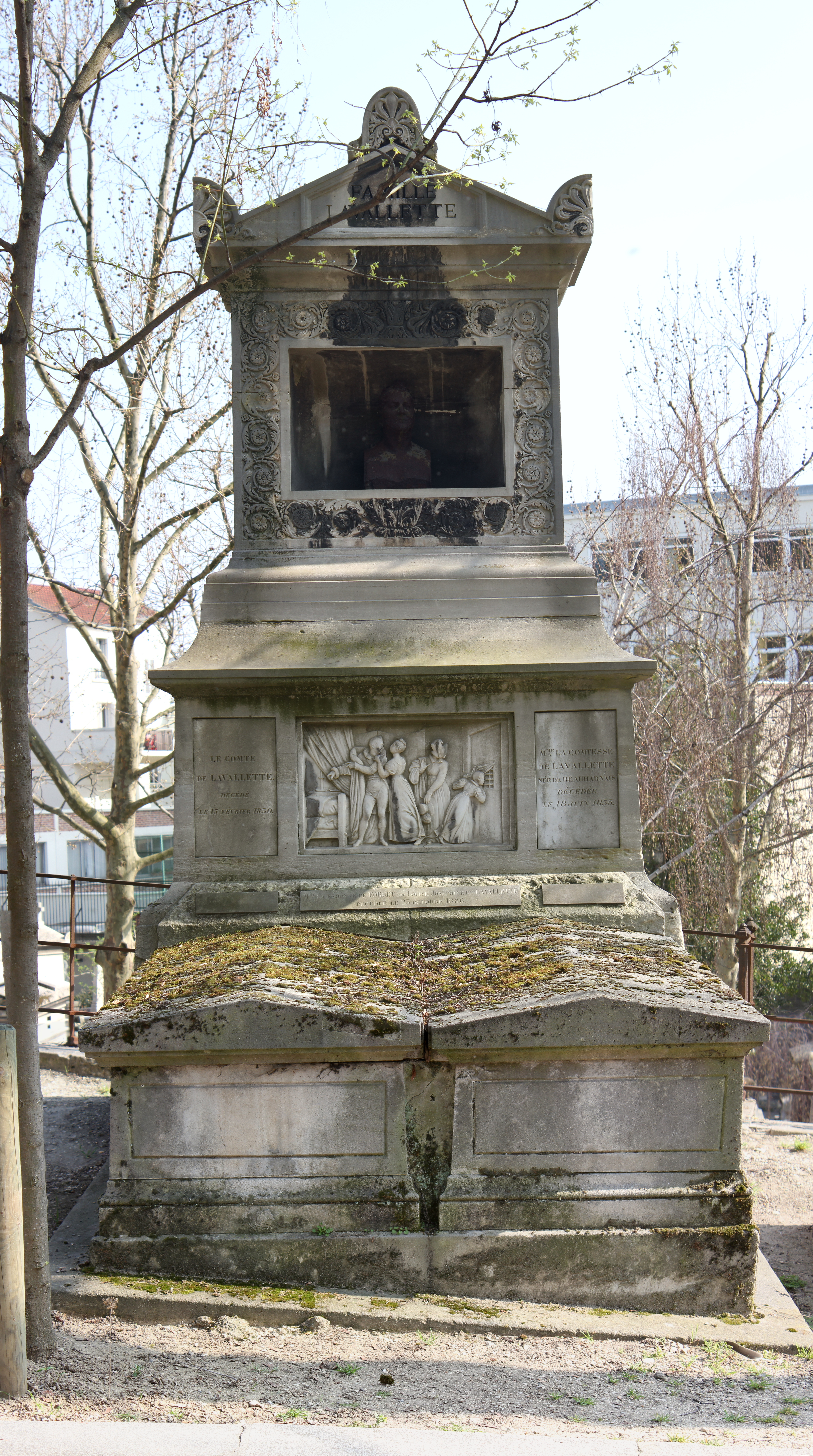
Lavalettes Grabmal mit Bronzebüste auf dem Friedhof Père-Lachaise

Die Flucht Lavalettes war sehr rasch entdeckt worden, und der gesamte Polizeiapparat wurde zu seiner Festnahme in Bewegung gesetzt. Die Gräfin musste sich strengen Verhören unterziehen, die Ultraroyalisten waren wütend und bedrohten das Ministerium, das sie verdächtigten, es habe Lavalette entrinnen lassen. Die Chambre introuvable forderte vom Justizminister François Barbé-Marbois und vom Polizeiminister Decazes Aufklärung über die Flucht; eine Kommission wurde bestellt, den beiden Ministern sollte das Misstrauen der Nation erklärt werden. Doch unterblieb dies, da der König für diesen Fall mit der Auflösung der Kammer drohte. Am 7. Januar 1816 wurde Lavalette in effigie auf dem Platz des Justizpalastes hingerichtet, während er am folgenden Tag in der Uniform eines britischen Obersts mit Hilfe britischer Offiziere aus Paris entkam. Unter dem Decknamen Losack saß er in offenem Wagen mit Napoleons einst erbittertem Feind, General Sir Robert Thomas Wilson. Sie passierten die belgische Grenze am 10. Januar und fuhren weiter nach Mons; der Befehl, Lavalette zu verhaften, langte zu spät ein.
Den Fluchthelfern Lavalettes, nämlich dem nach Paris zurückgekehrten Wilson sowie Kapitän John Hely-Hutchinson und Michael Bruce, wurde in Frankreich der Prozess gemacht, wobei Dupin der Ältere als ihr Verteidiger auftrat. Am 24. April 1816 wurden sie zu drei Monaten Freiheitsentzug verurteilt, und der Pförtner der Conciergerie erhielt wegen Nachlässigkeit eine zweijährige Haftstrafe. Lavalettes Gattin hatte einen Monat in der Conciergerie verbringen müssen und war Ende Januar 1816 freigekommen; sie verfiel in Geisteszerrüttung, starb aber erst am 18. Juni 1855.
Die Protektion von Eugène Beauharnais verschaffte Lavalette nach seiner Flucht Asyl in Bayern; da aber wegen der Nachforschungen der französischen Gesandtschaft sein Aufenthalt in München nicht ratsam war, so lebte er zuerst in Freising, dann in Starnberg, stets in engem Kontakt mit Eugène Beauharnais, aber sonst sehr abgeschieden. Später wohnte er verborgen in Eichstätt und in Augsburg bei der mit ihm eng befreundeten Exkönigin Hortense. Seine Tochter heiratete in Frankreich den Baron François Alexandre de Forget.
1822 begnadigte Ludwig XVIII. Lavalette und erlaubte ihm die Rückkehr nach Frankreich, woraufhin der Graf gebrochen heimkehrte. Er lebte mit seiner Gemahlin, der er sich liebevoll widmete, in Paris äußerst abgeschieden. Napoleon bedachte ihn im Testament mit 300,000 Francs, die bei Laffitte deponiert waren; der Graf erhielt hiervor etwa 60,000 Francs und seinen Erben wurden durch Dekret 1855 rund 204,000 Francs zugewiesen. Seine in Bayern begonnenen Memoiren, die insbesondere wegen seiner langen Bekanntschaft mit Napoleon interessant sind, wurden in Frankreich vollendet und nach seinem am 15. Februar 1830 in Paris erfolgten Tod von seiner Familie nach seinen Manuskripten als Mémoires et souvenirs du comte Lavalette (2 Bände, Paris 1831; deutsch Memoiren und geschichtliche Erinnerungen des Grafen Lavalette, 2 Bände, Leipzig 1832) publiziert. Lavalette fand seine letzte Ruhestätte auf dem Friedhof Père-Lachaise.